# 毛叶山木香
毛叶山木香（学名：Rosa cymosa var. puberula）为蔷薇科蔷薇属下的一个变种。

## 扩展阅读
- 維基物種上的相關：毛叶山木香